# Raport Ryana
Raport Ryana (ang. Ryan Report) – popularna nazwa pięciotomowego dokumentu opublikowanego 20 maja 2009 przez irlandzką komisję Commission to Inquire into Child Abuse (CICA), prowadzącą śledztwo w zakresie wykorzystywania seksualnego dzieci w Irlandii począwszy od roku 1936. Nazwa dokumentu pochodzi od nazwiska jej przewodniczącego, sędziego Seána Ryana. Komisja została powołana w 1999 roku, zaś jej prace rozpoczęły się w roku 2000.
Śledztwo wykazało systemowy charakter tortur, gwałtów, rytualnej przemocy fizycznej, seksualnej i poniżania dzieci przez katolickich księży i zakonnice, zarządzających ośrodkami wychowawczymi w Irlandii, tzw. „Reformatory and Industrial Schools”. Komisja ustaliła, że sprawców było około 800. Z około 25 tys. dzieci, które przebywały w sierocińcach w badanym okresie około 1090 osób przedstawiło komisji swoje skargi.
Rejestr komisji zawiera zeznania chłopców o 474 przypadkach znęcania się i 253 przypadki molestowania seksualnego w tych instytucjach w tym okresie. 383 przypadki znęcania się i 128 przypadków seksualnego molestowania zostały opisane w zeznaniach dziewcząt dotyczących tego okresu.

## Przykłady praktyk wychowawczych stosowanych przez księży i zakonnice
- Dziecko, które poskarżyło się zakonnicy na molestowanie przez kierowcę karetki, zostało rozebrane przez cztery zakonnice i wychłostane „w celu wygnania diabła”;
- Chłopcy zostali wyciągnięci z łóżek, zmuszeni do maszerowania nago, podczas gdy księża uderzali trzcinkami do bicia (ang. canes) w ich penisy;
- Inny chłopiec został przywiązany do krzyża i zgwałcony, podczas gdy inni masturbowali się na boku[6]